# Dascillus indicus
Dascillus indicus is een keversoort uit de familie withaarkevers (Dascillidae). De wetenschappelijke naam van de soort is voor het eerst geldig gepubliceerd in 1861 door Guérin-Méneville.